# The Dinner (film, 2010)
Pour les articles homonymes, voir The Dinner (film, 2017) et Dinner.
Pour plus de détails, voir Fiche technique et Distribution.
The Dinner ou Le Dîner de cons au Québec (Dinner for Schmucks) est un film américain réalisé par Jay Roach, sorti en 2010. Il s'agit du remake du film français Le Dîner de cons de Francis Veber (1998), dans lequel Steve Carell reprend le rôle de Jacques Villeret et Paul Rudd celui de Thierry Lhermitte.

## Synopsis
Presque tout sourit à Tim. Il lui manque néanmoins une chose pour que sa carrière soit couronnée de succès : trouver qui inviter au dîner mensuel que son patron organise, durant lequel chaque convive est censé venir avec un « idiot », intarissable sur un sujet précis.
Ensuite, les organisateurs se moquent de ces « idiots » toute la soirée, à l'insu de ces derniers. À la fin du repas, le champion est désigné...
C'est alors que Tim fait la connaissance de Barry, spécialiste dans la reproduction d'œuvres d'art avec des souris.

## Fiche technique
Sauf indication contraire, les informations mentionnées dans cette section peuvent être confirmées par les bases de données cinématographiques IMDb et Allociné,  présentes dans la section « Liens externes ».
- Titre original : Dinner for Schmucks
- Titre français : The Dinner
- Titre québécois : Le Dîner de cons[1]
- Réalisation : Jay Roach
- Scénario : David Guion et Michael Handelman, d'après Le Dîner de cons de Francis Veber
- Musique : Theodore Shapiro
- Direction artistique : Christopher Burian-Mohr et Lauren E. Polizzi
- Décors : Michael Corenblith (en)
- Costumes : Mary E. Vogt
- Photographie : Jim Denault
- Son : Chris Carpenter, Andy Koyama, Michael O'Farrell, Fred Peck III
- Montage : Alan Baumgarten (en) et Jon Poll
- Production : Laurie MacDonald, Walter F. Parkes et Jay Roach
  - Production déléguée : Gary Barber, Sacha Baron Cohen, Roger Birnbaum, Jon Poll, Amy Sayres et Francis Veber
  - Production associée : Josh King
- Sociétés de production :
  - États-Unis : Everyman Pictures et Parkes/MacDonald Image Nation, en association avec Reliance Big Entertainment, présenté par DreamWorks Pictures, Paramount Pictures et Spyglass Entertainment
  - France : Gaumont
- Sociétés de distribution : Paramount Pictures (États-Unis, Québec)[1] ; Universal Pictures France (France)[2] ; United International Pictures (Belgique)[3]
- Budget : 69 millions USD[4],[5],[6]
- Pays de production :  États-Unis[7],[N 1]
- Langue originale : anglais
- Format : couleur (DeLuxe) — 35 mm — 1,85:1 — son Dolby Digital / DTS / SDDS
- Genre : comédie
- Durée : 114 minutes
- Dates de sortie[8] :
  - États-Unis, Québec : 30 juillet 2010[1]
  - Belgique : 29 septembre 2010[9]
  - France : 10 novembre 2010[10]
- Classification[11] :
  - États-Unis : accord parental recommandé, film déconseillé aux moins de 13 ans (PG-13 - Parents Strongly Cautioned)[N 2]
  - France : tous publics[12]
  - Belgique : tous publics (Alle Leeftijden)[9]
  - Québec : tous publics (G - General Rating)

## Distribution
- Steve Carell (VF : Maurice Decoster ; VQ : François Godin) : Barry Speck (François Pignon)
- Paul Rudd (VF : Cédric Dumond ; VQ : Gilbert Lachance) : Tim Conrad (Pierre Brochant)
- Zach Galifianakis (VF : Philippe Bozo ; VQ : Louis-Philippe Dandenault) : Therman Munch (Lucien Cheval)
- Jemaine Clement (VF : Nessym Guetat ; VQ : Patrick Chouinard) : Kieran Vollard (Juste Leblanc)
- Stephanie Szostak (VF : Audrey Sablé ; VQ : Mélanie Laberge) : Julie (Christine Brochant)
- Lucy Punch (VF : Barbara Beretta ; VQ : Julie Beauchemin) : Darla (Marlène)
- Bruce Greenwood (VF : Bernard Lanneau ; VQ : Marc-André Bélanger) : Lance Fender
- David Walliams (VF : Lionel Tua ; VQ : Denis Mercier) : Müeller
- Ron Livingston (VF : David Krüger ; VQ : Pierre Auger) : Caldwell
- Larry Wilmore (VQ : Jean-François Beaupré) : Williams
- Kristen Schaal (VF : Aurore Bonjour) : Susana
- P. J. Byrne (VF : Stéphane Miquel) : Davenport
- Andrea Savage (VF : Hélène Bizot ; VQ : Isabelle Leyrolles) : Robin
- Nick Kroll : Josh
- Randall Park : Henderson
- Lucy Davenport : Birgit
- Chris O'Dowd (VF : Jérôme Rebbot ; VQ : Sylvio Orvieto) : Marco, l'escrimeur aveugle
- Jeff Dunham (VF : Marc Perez) : Lewis, le ventriloque
- Octavia Spencer : Madame Nora, la voyante pour animaux
- Patrick Fischler : Vincenzo, l'amoureux des vautours
- Rick Overton : Chuck, le champion de la barbe

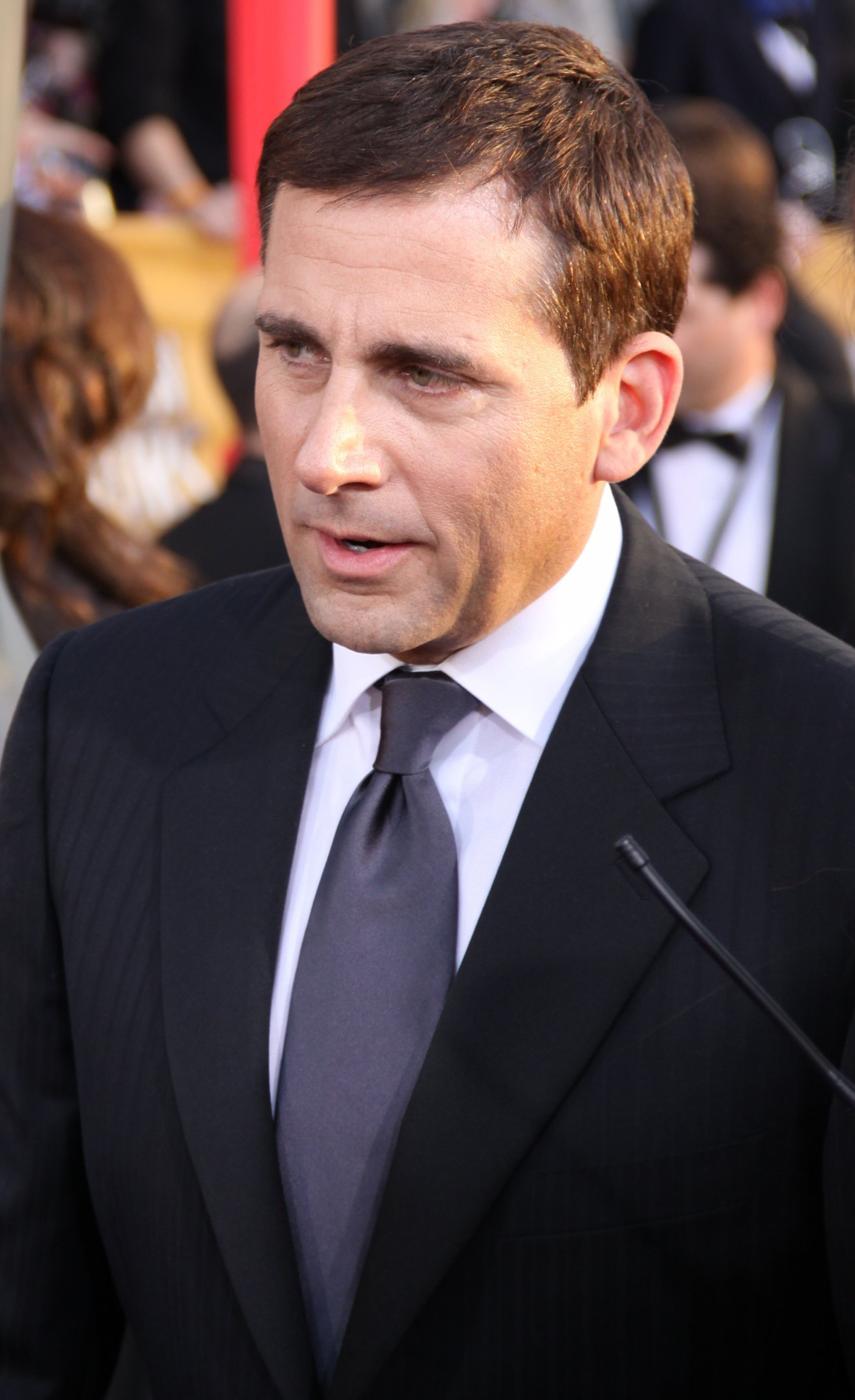
Steve Carell (Barry)
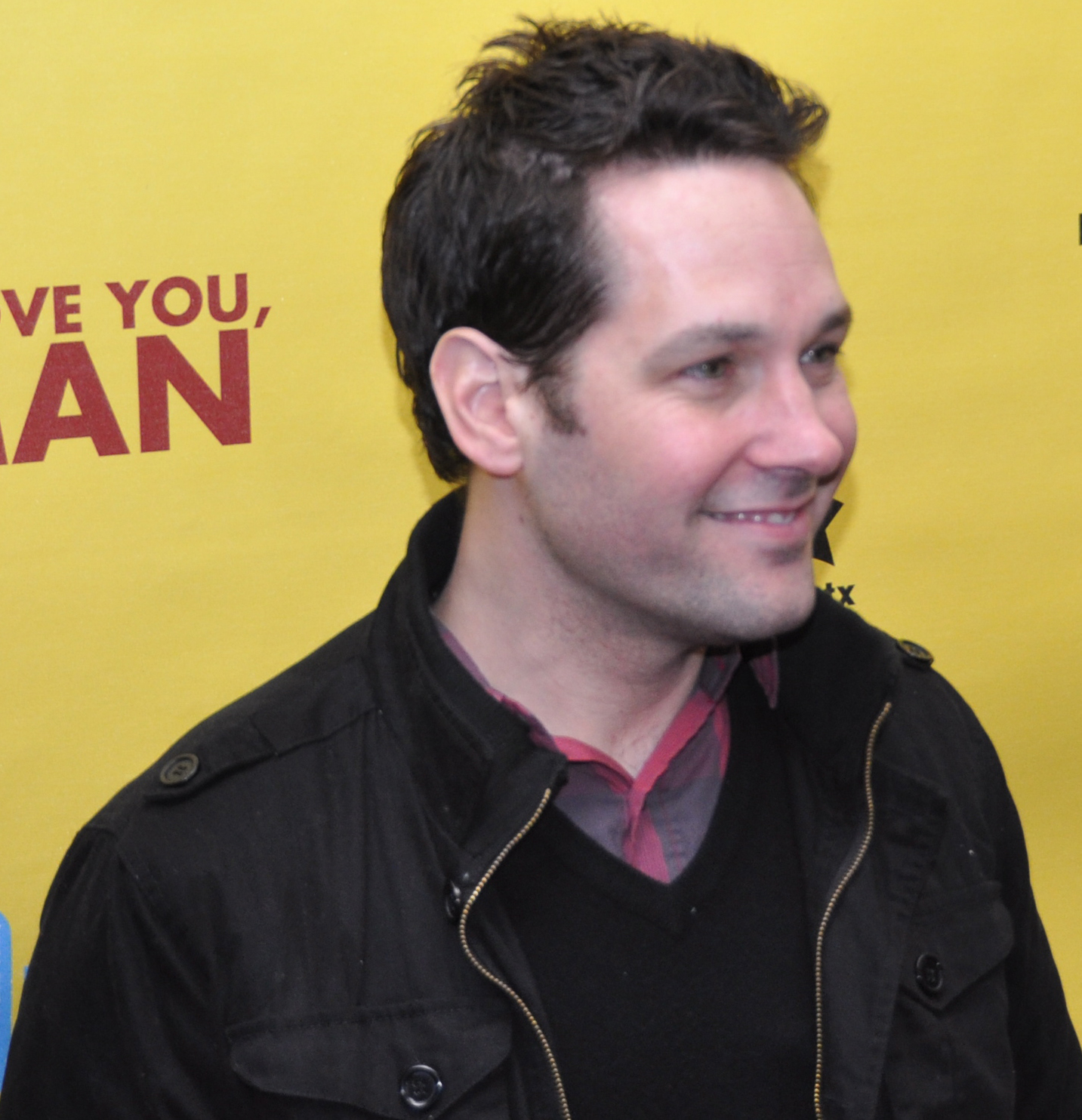
Paul Rudd (Tim)
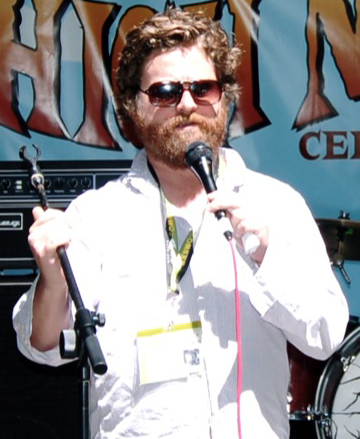
Zach Galifianakis (Therman)
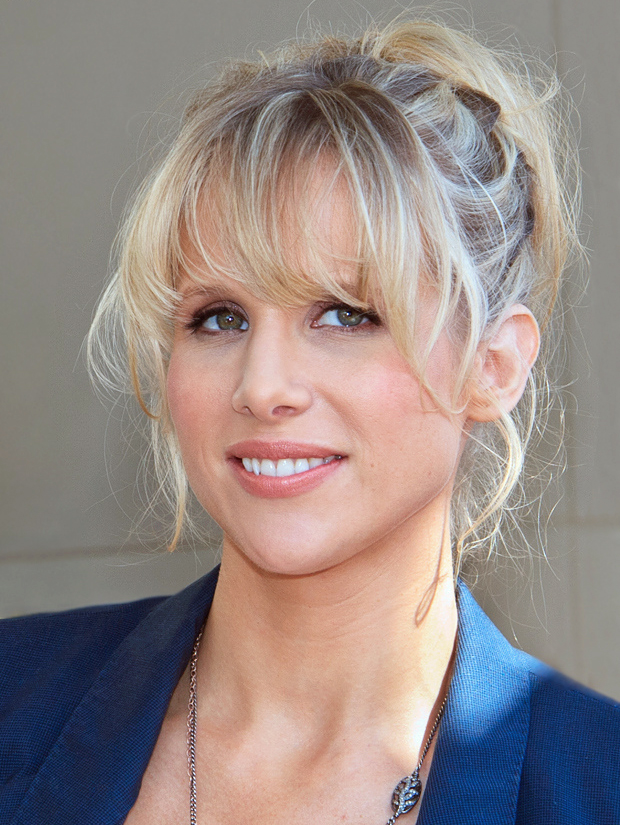
Lucy Punch (Darla)
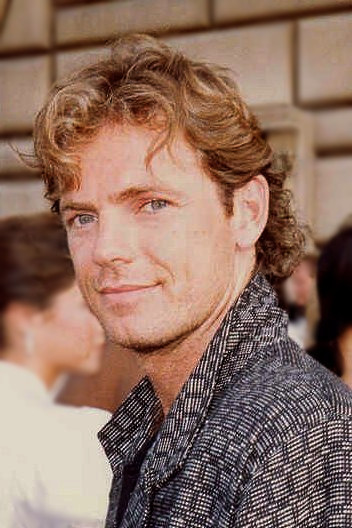
Bruce Greenwood (Fender)
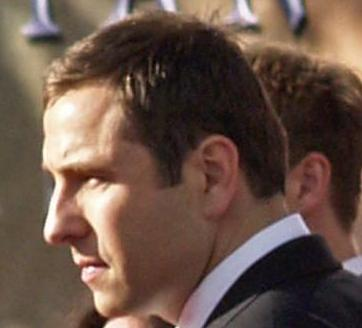
David Walliams (Mueller)
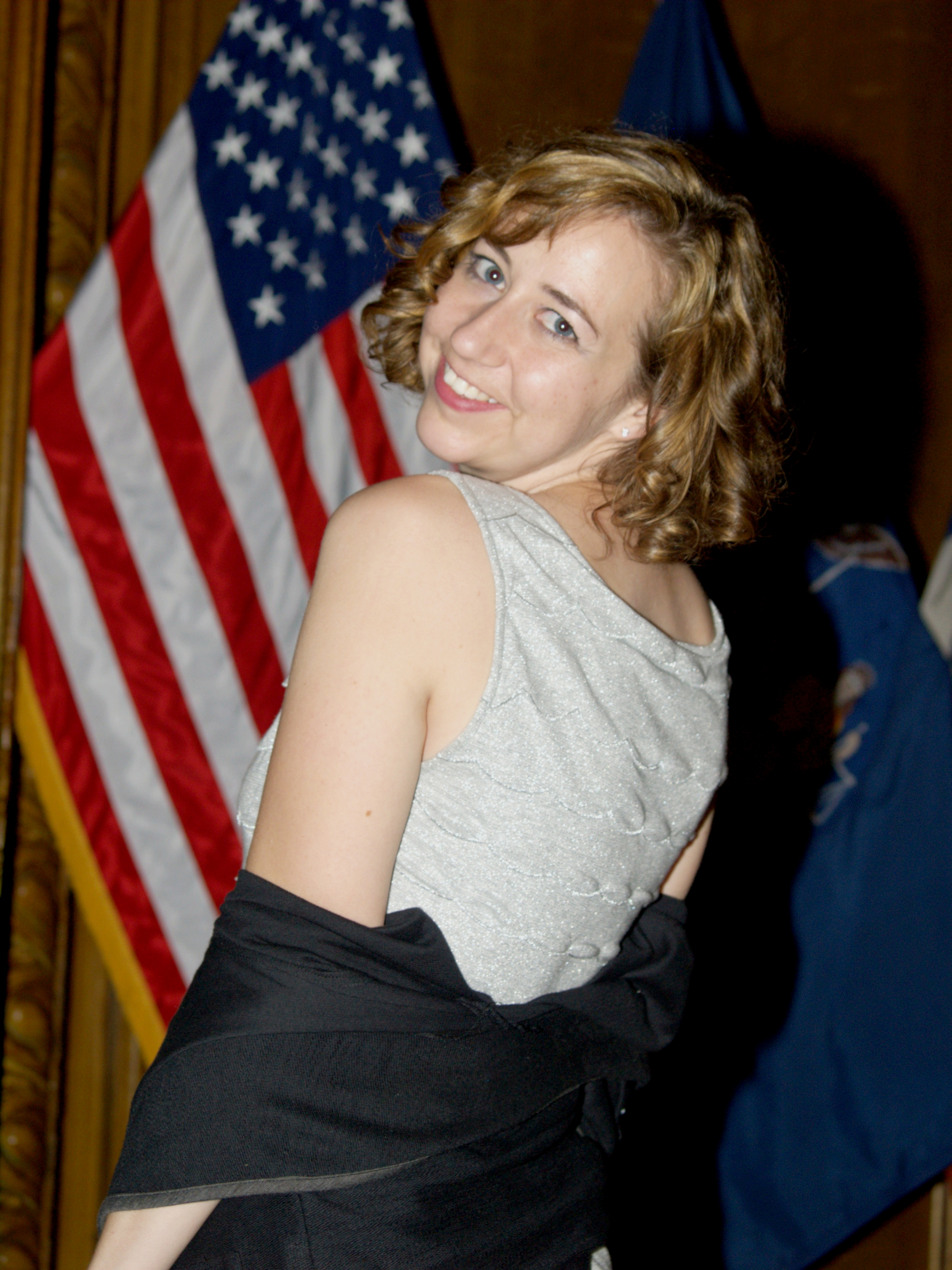
Kristen Schaal (Susana)
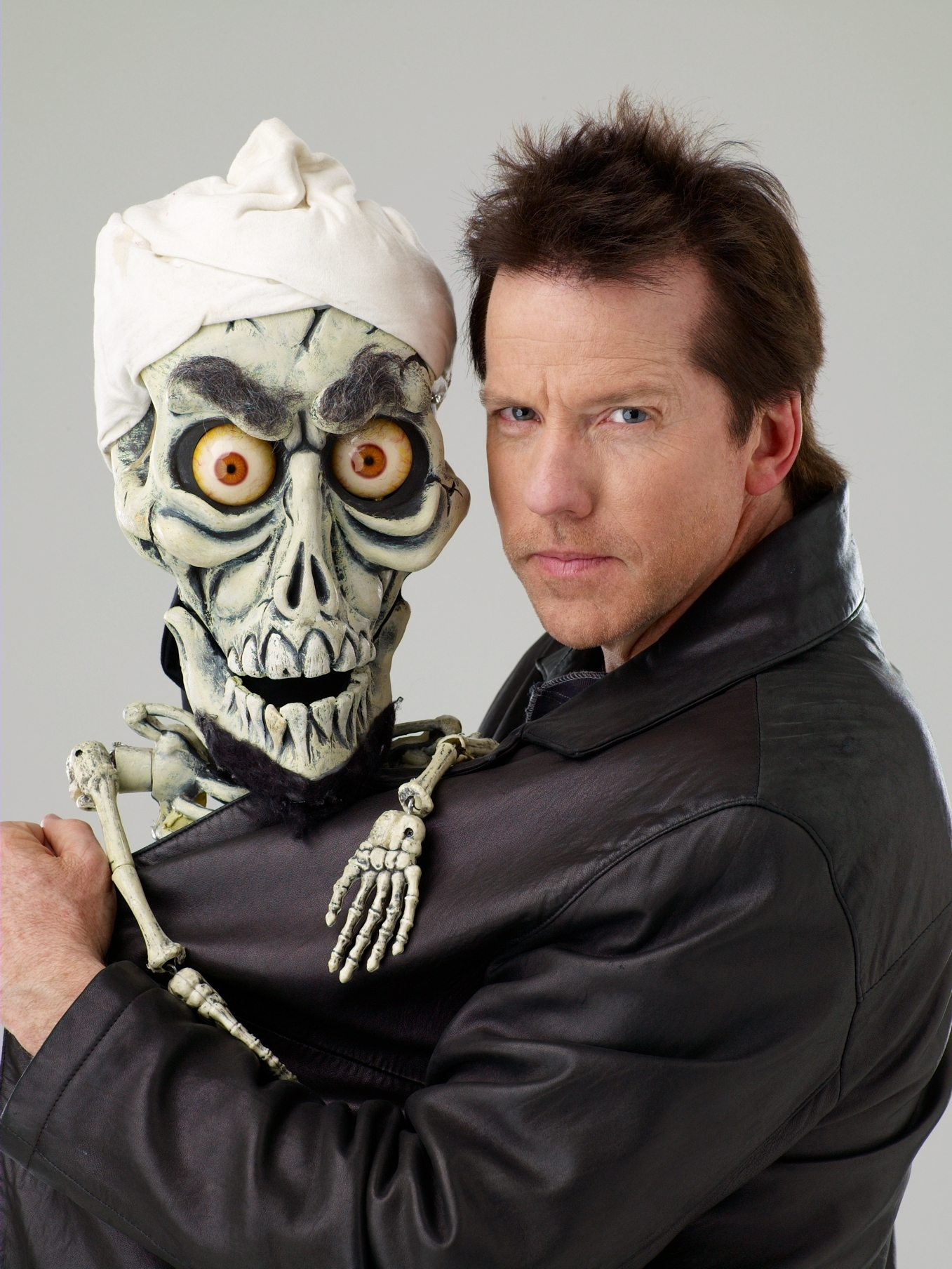
Jeff Dunham (Lewis)

## Accueil

### Accueil critique
Le film a reçu des critiques négatives, obtenant un score de 40% d'avis positifs sur Rotten Tomatoes sur la base de 105 commentaires, avec une note moyenne de 5,9 sur 10. Le site Metacritic lui donne un score moyen de 57 sur 100, basé sur 35 commentaires.
En France, le long-métrage n'a pas eu la moindre projection de presse pour les journalistes spécialisés. Les seuls quelques critiques qui ont vu The Dinner le comparent à l'original et ont donné des avis négatifs,.

### Box-office
Dès son premier jour d'exploitation aux États-Unis (30 juillet 2010), The Dinner s'est classé directement premier, devant Inception et Salt avec 8 400 000 dollars de recettes,, avant de se retrouver à la seconde place derrière Inception. durant la première semaine d'exploitation.
Au total, le film n'a que 73 026 337 $ au bout de 11 semaines d'exploitation dans les salles pour un budget de 69 millions de dollars.
En France, le film, diffusé dans neuf salles, connaît une sortie discrète et n'a récolté que 852 entrées.

## Nomination
- Satellite Awards 2010 : meilleur acteur dans un film musical ou une comédie pour Steve Carrell[26]

## Éditions en vidéo
- En France, le film The Dinner est sorti en DVD le 29 mars 2011[27] et en VOD le 1er février 2016[10].
- Au Québec, le film est sorti en DVD / Blu-ray le 4 janvier 2011[1].